# 가이아나의 공휴일
가이아나의 공휴일은 다음과 같다.
| 날짜             | 공휴일 이름        | 비 고 |
| ---------------- | ------------------ | ----- |
| 1월 1일          | 양력설             |       |
| 2월 23일         | 공화국의 날        |       |
| 2~3월 중(이동)   | 홀리               |       |
| 3월 19일         | 성 요셉 대축일     |       |
| 3~4월 중(이동)   | 성금요일           |       |
| 이스터 먼데이    | 부활절 다음날      |       |
| 5월 1일          | 노동절             |       |
| 5월 5일          | 인디언 도착일      |       |
| 5월 26일         | 독립기념일         |       |
| 7월 첫째 월요일  | 카리콤 데이        |       |
| 8월 1일          |                    |       |
| 9월 둘째 월요일  | 코로모토 여인의 날 |       |
| 10~11월 중(이동) | 디왈리             |       |
| 12월 25일        | 크리스마스         |       |
| 12월 26일        | 박싱 데이          |       |